# C. E. Bernard
C. E. Bernard (geboren 1990) ist das Pseudonym einer deutschen Autorin von Horror-Thriller und Fantasy-Romanen, die auch unter ihrem anderen Pseudonym C K Williams oder ihrem Realnamen Christine Lehnen Schriften veröffentlicht.

## Leben
Christine Lehnen wuchs in Recklinghausen auf. Sie studierte Anglistik und Politische Wissenschaft und machte 2016 einen M.A. an der Sorbonne. Nebenher spielte sie Amateurtheater und inszenierte Theaterstücke mit der Bonn University Shakespeare Company. Sie veröffentlichte Kurzgeschichten. Lehnen hat seit 2014 einen Lehrauftrag für Literarisches Schreiben an der Universität Bonn.
Unter dem Pseudonym Christine Elizabeth Bernard reichte sie ein Romanmanuskript bei deutschen Verlagen ein. Als dies keinen Erfolg versprach, schrieb sie ein weiteres Romanmanuskript in englischer Sprache und fand dafür einen Agenten in London. Im Jahr 2018 wurde der nunmehr ins Deutsche übersetzte erste Teil der Trilogie Palace of Glass veröffentlicht. In kurzer Folge wurden auch die Teile zwei und drei gedruckt. Der Roman soll auch in türkischer Übersetzung erscheinen.
Mittlerweile schreibt sie auch unter ihrem Pseudonym C. K. Williams, als Tribut an ihre Großväter Willhelm Lehnen und Ferdinand Surmann, Horror-Thriller-Romane unter dem Herausgeber One More Chapter in London.

## Werke
Palace-Saga
- Palace of Glass – Die Wächterin. Übersetzung Charlotte Lungstrass-Kapfer. Penhaligon, München 2018, ISBN 978-3-7645-3195-9.
- Palace of Silk – Die Verräterin. Übersetzung Charlotte Lungstrass-Kapfer. Penhaligon, München 2018, ISBN 978-3-7645-3197-3.
- Palace of Fire – Die Kämpferin. Übersetzung Charlotte Lungstrass-Kapfer. Penhaligon, München 2018, ISBN 978-3-7645-3198-0.
- Palace of Blood – Die Königin. Übersetzung Charlotte Lungstrass-Kapfer. Penhaligon, München 2019, ISBN 978-3-7645-3233-8.

Wayfarer-Saga
- Das Lied der Nacht. Übersetzung Charlotte Lungstrass-Kapfer. Penhaligon, München 2021, ISBN 978-3-7645-3263-5.
- Das Flüstern des Zwielichts. Übersetzung Charlotte Lungstrass-Kapfer. Penhaligon, München 2021, ISBN 978-3-7645-3264-2
- Klang des Feuers. Übersetzung Charlotte Lungstrass-Kapfer. Penhaligon, München 2021. ISBN 978-3-7645-3265-9

Christine Lehnen
- Defining Dystopia : A Genre Between The Circle and The Hunger Games. A Functional Approach to Fiction. Marburg, Tectum, 2016 ISBN 9783828836846
- Exploring Narratives’ Powers of Emotional Persuasion through Character Involvement: A Working Heuristic. In: Journal of literary theory, 2017

C K Williams
- Flowers for the Dead: The smallest towns have the biggest secrets... One More Chapter, London, 2020 ISBN 9780008354404
- The Woman at No 13: She told you a secret. Now she's dead and it's your fault. One More Chapter, London 2021 ISBN 9780008354428
- Local Whispers: If they find you guilty, they'll make you pay.  One more Chapter, London, 2021 ISBN 978-0-00-835442-8